# Карма
Ка́рма, ка́мма (санскр. कर्म, пали kamma — «действие, обязанность, деятельность», "карма́н" санскр. कर्मन् IAST: karman — «дело, действие, труд», от IAST: kar — «делать») — вселенский причинно-следственный закон, согласно которому праведные или греховные действия человека определяют его судьбу, испытываемые им страдания или наслаждения в этой жизни или следующих перерождениях. Карма лежит в основе причинно-следственного ряда, называемого сансарой, и используется в основном для понимания связей, выходящих за пределы одного существования. 
Понятие кармы уходит своими корнями к ранним Упанишадам, по которым все живые существа несут ответственность за свою карму — свои действия и их последствия — и за своё освобождение из круговорота рождения и смерти (сансары). Закон кармы осуществляет реализацию последствий действий человека, как положительного, так и отрицательного характера, и, таким образом, делает человека ответственным за свою жизнь, за все те страдания и наслаждения, которые она ему приносит. Результаты, или «плоды кармы», называют карма-пхала. Действие закона кармы охватывает как прошлые, так и будущие жизни человека. Деятельность, совершаемая человеком в освобождённом состоянии мокши, не производит плохой или хорошей кармы.
Одно из центральных понятий в индийских религиях и философии. Последователи буддизма и большинства традиций индуизма рассматривают естественные причинно-следственные законы как достаточное объяснение результатов кармы.
В различных индийских религиях толкования понятия «кармы» слегка отличаются. В веданте отводится определённая роль Богу как распределителю плодов кармы или как обладателю силы менять карму индивида. Согласно другой точке зрения, компетентный гуру, действуя как представитель Бога, может по своему усмотрению частично освободить ученика от его кармы.
Этот термин используется и в повседневной жизни людьми, которые никак не изучают индийские религии и философии.

## Индуизм
Одно из первых драматических описаний закона кармы можно найти в «Бхагавадгите», являющейся частью эпоса «Махабхарата». Один из главных героев эпоса, Арджуна, готовясь к битве, осознаёт, что в рядах его противников находятся члены его семьи, его учителя и наставники. Впав в смятение, Арджуна решает не принимать участие в сражении. Кришна, играя роль возницы его колесницы, среди других вещей разъясняет Арджуне понятие «долга» и убеждает его в том, что долгом для него является сражаться в предстоящей битве. 
Изначальная концепция кармы в индуизме получила своё дальнейшее развитие в различных традициях и философских школах, таких как веданта и тантра. Карма означает «действие» или «деятельность» и в более широком смысле олицетворяет универсальные принципы причины и результата, деятельности и её последствий, действия и воздаяния, которые повсеместно присутствуют в жизни. Карма не является судьбой — люди действуют в соответствии со свободой воли, создавая свою собственную судьбу, хотя накопленная в прошлых жизнях кармическая сила может влиять на их решения и действия в настоящей. Согласно Ведам, если мы сеем добро — мы пожнём добро; если мы сеем зло — мы пожнём зло. Карма представляет собой совокупность всех наших действий и их последствий как в этой, так и в предыдущих воплощениях, которые определяют наше будущее. Влияние кармы можно преодолеть путём разумной деятельности без привязанности к её плодам, осуществляемой в соответствии с предписаниями священных писаний.
Закон кармы имеет духовное происхождение. Многие индуисты видят прямое вмешательство Бога в кармические процессы, тогда как другие рассматривают естественные законы действий и их последствий как достаточное объяснение эффектов кармы. Карма не является наказанием или воздаянием, а представляет собой естественные последствия деятельности индивидуума. Кармические последствия также могут быть нейтрализованы с помощью определённых действий и не обязательно являются частью судьбы индивида, не поддающейся изменению. То есть определённое действие, практикуемое в настоящем, не привязывает индивидуума к какому-то определённому будущему опыту или реакции — карма не является настолько простым соотношением между наградой и наказанием.
В священных писаниях индуизма карма делится на три вида: санчита (накопленная), прарабдха (приносящая плоды) и криямана (накапливаемая в настоящий момент). Вся криямана-карма в конце концов превращается в санчита-карму. Из запаса санчита-кармы для каждого воплощения индивида берётся пригоршня — и эта пригоршня действий, которая уже начала приносить свои плоды, и которая истощится только после того, как её плод будет вкушён, называется прарабдха-кармой. Таким образом, пока запас санчита-кармы ещё не истощился, его часть забирается как прарабдха-карма, давая индивиду кармические результаты в этой жизни, и удерживая его в круговороте рождения и смерти. Джива не может достичь мокши до тех пор, пока весь накопленный запас санчита-кармы полностью не истощится.

### Толкование кармы в разных философских школах индуизма
Последователи некоторых систем философии индуизма (таких как ньяя и вайшешика) считают, что закон кармы непосредственно контролируется Богом — Верховным Существом, сотворившим мир в соответствии с этим законом. Таким образом, утверждается, что адришта (необъяснимые природные и морально-психологические явления) не может сама по себе принести надлежащие результаты, так как является неразумным, лишённым сознания началом. Тот, кто контролирует адришту и распределяет все радости и печали жизни в соответствии с кармой, — это Бог.
В некоторых других системах — таких как санкхья и миманса — закон кармы является автономным и действует независимо от воли Бога. Согласно этим системам, происхождение и устройство Вселенной можно объяснить с помощью одного закона кармы без признания бытия Бога.
Какой бы ни был статус закона кармы, сфера его применения ограничивается областью действий, совершаемых под влиянием обычных страстей и желаний. Все действия, производимые ради получения выгод и благ в настоящем или в будущем, управляются этим законом. Подобно тому, как жареное семя не прорастает, так и бескорыстные, бесстрастные действия не приводят ни к каким — хорошим или плохим — результатам в жизни индивида. Таким образом, под влиянием закона кармы находятся те индивиды, которые так или иначе зависят от окружающей среды, подчинены влиянию обычных страстей и импульсов жизни и стремятся к получению определённых благ в будущем и/или следующей жизни. Бескорыстные и лишённые страсти поступки не вызывают ни хороших, ни дурных последствий, а наоборот способствуют искоренению, разрушению уже накопленных последствий нашего поведения в прошлом, когда мы находились под влиянием привязанности или пристрастия, корыстных надежд или опасений, и тем самым ведёт нас к мокше. С достижением освобождения от зависимости наше «Я» выходит из подчинения закону кармы, живёт и действует в атмосфере свободы.

## Буддизм
В наиболее общем случае в буддизме под кармой понимается «естественный» закон связи между действиями человека в физической, речевой и умственной форме и его дальнейшей жизнью и будущим перерождением. Более конкретным пониманием может быть связь между волевыми намерениями (четанами) человека и последствиями для него в виде плодов кармы, которые могут быть хорошими и плохими, проявляющимися сразу или через значительный промежуток времени. В тхераваде и, согласно самому Будде, карма понимается как намерение: «Я называю кармой выбор, или намерение, так как, если человек сделал выбор, то он автоматически совершил действие физически, на словах и в уме». В махаянском буддизме пониманием кармы также является понимание её как «отпечатка» в сознании (васаны), который появляется из-за действий сознания и последующих действий тела, речи и ума, после чего «отпечаток» может многократно усиливаться или «созревать» вследствие повторных действий и затем формировать плод кармы. На появление плода при этом также могут влиять и «подходящие условия».
Будда разделял карму на четыре категории согласно ее результатам:
1. Тёмная карма с тёмным результатом.
2. Яркая карма с ярким результатом.
3. Тёмная-и-яркая карма с тёмным-и-ярким результатом.
4. Ни тёмная, ни яркая карма, с ни-тёмным-ни-ярким результатом, ведущая к уничтожению кармы.

В тхераваде закон кармы — это естественный закон природы, согласно которому результат кармы подобен самой карме. Неблагие поступки не имеют благих последствий — если неблагая карма даёт результат, то он всегда будет плохим. Точно также, благоприятная карма приносит результат, похожий на сам поступок, у неё не может быть плохих последствий. Плод благой кармы всегда будет приятным. Таким образом:
1. Благие поступки приносят хороший результат.
2. Благие поступки не могут принести плохой результат.
3. Неблагие поступки приносят плохой результат.
4. Неблагие поступки не могут принести хороший результат.

Эти утверждения справедливы для всех трех дверей действия, через которые создается карма: тела, речи и ума.
Карма в буддизме не является результатом действия высшего существа, а представляет собой «объективно действующий нравственный закон», основанный на принципе взаимозависимого происхождения. Исходя из данного закона, любая карма появляется из-за изначального неведения человека относительно природы всех вещей и из-за связанной с неведением убеждённости в существовании собственного «вечного и неизменного „я“». Неведение и кармические факторы (самскары) рассматриваются в буддизме как первое и второе звено в двенадцатичленной формуле бытия. Если васана представляет собой мгновенный результат действия в виде «отпечатка» в сознании, то кармические факторы являются побуждением или склонностью к данному действию. Побуждение постепенно возникает исходя из накопленной прошлой кармы в виде подобных «отпечатков».
Согласно традиционным школам Абхидхармы, карма создаётся только ментальным действием в виде осознанного намерения, действия же речи и тела являются следствиями ментального действия. С помощью ментального действия индивида карма сначала «созревает» (випака), после чего формируется «плод» кармы (пхала). В том случае, если ментальное действие не продолжается с помощью действий речи и тела, это всё равно может вызывать созревание кармы, но её плод будет меньшим. С помощью осознанного намерения и воли живое существо может решать, совершать ли ему хорошие или плохие поступки. В традиционных школах Абхидхармы при этом считается, что из-за отсутствия свободы воли и разума у животных, голодных духов, прочих обитателей ада и находящихся в состоянии аффекта людей процесса подобного решения и созревания кармы у них не происходит. Для имеющих подобную свободу выбора в наиболее простом случае указывается, что хорошие действия дают в дальнейшем хорошие последствия, а плохие действия — плохие последствия в этой жизни и дальнейших перерождениях. При этом наряду с намерением должно присутствовать «желание получить результаты». Основными причинами неблагой кармы служат невежество (моха, часто отождествляемая с неведением, но также рассматриваемая и как «аффективное упорствование в заблуждении»), алчность (лобха, также понимаемая в качестве страстей и эгоистических желаний) и ненависть (двеша). Основными причинами благой кармы служат противоположности данных понятий. Карма может быть также нейтральной, не приносящей ни хороших, ни плохих последствий. Такая карма часто связывается с обычной повседневной жизнью и отсутствием каких-либо значимых действий в ней.
Известной ошибкой в понимании кармы в буддизме является представление её в виде предопределения или судьбы. Будда отрицал как кармический детерминизм, согласно которому текущий момент полностью предопределён прошлой кармой, а будущее изменить невозможно, так и индетерминизм, согласно которому настоящее не имеет причин. Кроме прошлой кармы (пурана-камма), действующей при определённом сочетании факторов, Будда выделял карму, формируемую в настоящем (нава-камма), которая оказывает влияние на будущее. Согласно другому схожему разделению, у кармы существуют две части: дайва (судьба) и пуруша-кара («человеческое действие»). Первая часть кармы связана с прошлыми поступками и является частью, которую человек не может изменить. Вторая часть является «свободной инициативой», с помощью которой человек может действовать таким образом, чтобы создать условия для изменения будущего. В качестве предельного проявления пуруша-кары человек при помощи «действия без привязанности к его результатам» (карма-марга) или особого знания (джняна-марга) может «прекратить действие закона кармы» и достигнуть нирваны.
Будда указывал, что на человеческую ситуацию могут влиять и многие «некармические» причины, к которым он относил гуморы (в аюрведе таким образом обозначают «три ошибки» в виде разрушения баланса между дыхательной, пищеварительной и интегративной функциями организма), сезоны, «внутренние обстоятельства», случайности и «созревание прошлой кармы, которое по своей природе не является действием».
Проповедуя о прошлой карме монахам в «Махакамма-вибханга-сутте» («Беседе о большой классификации»), Будда указывал на то, что каждое из следующих суждений может быть верным в конкретных случаях:
1. Плохие действия приносят плохой результат.
2. Плохие действия приносят хороший результат.
3. Хорошие действия приносят хороший результат.
4. Хорошие действия приносят плохой результат.

Будда объяснял это «бесконечным количеством факторов (в бесконечной цепочке предыдущих перерождений)», которые необходимо принимать во внимание. То есть любой плохой или хороший результат «может иметь бесконечно сложное объяснение» в конкретном случае и не иметь прямой связи с конкретными плохими или хорошими действиями. В общем же случае Будда не считал данные четыре утверждения верными. Запутанный механизм действия кармы и ответ на вопрос, почему одни и те же действия для разных людей приносят разный результат, согласно Будде, может полностью видеть только тот, кто достиг пробуждения.
В то же время при проповеди среди мирян Будда «в чисто воспитательных целях» создавал однозначную связь между результатами в текущей жизни и действиями в прошлом. Так в Чулакаммавибханга-сутте Будда указывал, что короткая жизнь человека связана со склонностью к убийству и насилию, болезни — с жестокостью, уродство — с гневом, а бедность — с завистью и жадностью. Созданные Буддой пять обетов для мирян были направлены на появление у них хорошей кармы. В то же время обеты монахов были направлены не на появление у них хорошей кармы, а «на её полное исчерпание и достижение нирваны».
В тхераваде выделяют десять негативных деяний, ведущих к негативным последствиям: убийство, воровство, прелюбодеяние (три физических деяния), ложь, клевета, оскорбительная речь, пустословие (четыре деяния речи), а также жадность, недоброжелательство и невежество (три умственных деяния). Данные деяния упоминаются в Чунда-сутте.
Будда призывал последователей сместить внимание с прошлого на настоящее, говоря, что выражение «Что посеешь в прошлом, то и пожнёшь» обнуляет ценность правильного поведения и убирает возможность достичь освобождения. Поэтому более правильным выражением Будда считал выражение «Пожинаешь то, что сеешь в настоящем». Результаты действий в настоящем, согласно Будде, могут проявляться как в этой жизни, так и в последующих жизнях.
В абхидхарме и тхераваде рассматривается концепция кармопачаи, означающая накопление кармы. Будда упоминает данную концепцию в «Ангуттара-никае» следующим образом: «… действия, задуманные, осуществлённые и накопленные (упачита), не исчерпают себя до тех пор, пока не будет вкушён их плод».
В махаяне известной концепцией также является концепция алая-виджняны («сознания-вместилища»), представляющая собой место, где хранятся семена кармы, которые могут затем созревать при ряде условий. Важную роль в созревании семян играют васаны или «силы-привычки». Васаны понимаются как кармические склонности видеть мир определённым образом и склонности действовать к объектам мира таким же образом, каким человек действовал ранее, в том числе в прошлой жизни. Например, считается, что то, что человек воспринимает за реку с водой, бог может воспринять как поток нектара, адское существо нарака как поток лавы и огня, а голодный дух как поток грязи. Настоящий же облик предмета вне сконструированной реальности, которую формирует «поражённое аффектами сознание», согласно традиции, может увидеть лишь достигший бодхи. Склонность к действиям означает, что прошлые добрые или злые деяния формируют у человека естественную привычку поступать аналогично в дальнейшем. Именно поэтому в буддизме считается очень важным развивать в себе добродетели, которые в будущем помогут достичь просветления.
Буддолог и специалист по ранней буддийской философии В. Г. Лысенко высказывала мнение, что в махаяне очищение кармы возможно только через итоговое познание своей собственной природы или через обращение к бодхисаттвам. Подобное обращение связано с махаянской теорией «передачи заслуг» от бодхисаттв простым людям для улучшения их кармы и помощи в их освобождении, получившей до этого минимальное развитие в тхераваде. Буддолог и специалист по тибетскому буддизму И. С. Урбанаева в свою очередь отмечала, что в буддизме существуют важные практики очищения прошлой отрицательной кармы, как, например, медитация Ваджрасаттвы. Духовный лидер тибетских буддистов Далай-лама XIV в одном из интервью пояснял, что это также можно сделать с помощью формирования своими действиями позитивной кармы, которая может отчасти нейтрализовать негативную карму. Кроме того, Далай-лама отмечал, что для очищения кармы используется развитие в себе бодхичиты (желания достичь просветления, чтобы избавить от страданий других существ), повторение некоторых мантр и искреннее раскаяние, считаемое Далай-ламой «одним из самых сильных противоядий», которое в некоторых случаях может полностью рассеять проявление отрицательной кармы. С точки зрения Дхармакирти, очищение прошлой кармы является полезным действием для новичков, начинающих свою практику, но в дальнейшем наиболее важным является «не очищение негативной кармы, а устранение именно омрачений». Тибетский учитель Джампа Тинлей пояснял это тем, что за весь период существования мира, не имеющего какого-либо начала, отрицательная карма накопилась в таком огромном размере, что «невозможно или едва ли возможно полностью её очистить». В то же время накопленные «семена» плохой кармы не будут проявляться, если исчезнут условия их появления, то есть исчезнут омрачения, и затем буддист достигнет нирваны.
Кроме индивидуальной кармы, в основном в тибетском буддизме, некоторые буддологи также отдельно выделяют общую карму, общественную карму или говорят о сумме индивидуальных карм в отношении обществ, государств, человечества, планеты или вселенной, связанной с действием взаимозависимого происхождения. Буддологи Н. Л. Жуковская и В. И. Корнев при этом делят неиндивидуальную карму на следующие категории: космическая карма, национальная карма, родовая карма, семейная карма. Буддолог и специалист по ранней буддийской философии В. Г. Лысенко указывает, что в настоящее время среди буддистов являются дискуссионными вопросы о коллективной, национальной и социальной карме, и оценивает подобные идеи как «довольно маргинальные». Примером общей кармы может быть рождение существа в Индии, при этом индивидуальная карма существа также становится частью общей кармы живых существ этой страны. Результат действия общей кармы может влиять на карму конкретного существа, что с одной точки зрения может рассматриваться для существа и как «„вкушение“ им своего собственного плода», с другой точки зрения плоды индивидуальной и общественной карм разделяются. Другим примером проявления общественной кармы также может быть следующий случай из буддийской космологии: если все живые существа какого-нибудь мира обретут те качества, с помощью которых они станут жить в более высших сферах, то мир без жителей «исчезает, так как он перестаёт воспроизводиться чьим-либо сознанием». В случае же, если в высших сферах некоторые существа совершат много плохих действий, исчезнувший мир снова появится, и в нём станут жить подобные существа, переведённые из высших сфер. Подобная идея о влиянии намерений и схожей кармы разных существ на воспроизведение миров была высказана основателем йогачары Васубандху.
В тибетском буддизме различают намерение и поступок. Так человек, убивший другого человека, мог обладать благим намерением, заключающимся в препятствовании таким образом смерти многих других людей, хотя данный поступок является для него неблагим. В таких случаях действие классифицируется как смешанное (благое-неблагое), а его общий характер в основном устанавливается по намерению.
Говоря также об ошибках в понимании кармы, тибетские буддисты указывают на известное неправильное понимание ответственности у западных и восточных людей. Если западные люди видят нуждающегося в помощи, страдающего человека, то вследствие своей «осторожности» они часто говорят, что такому человеку необходимо самостоятельно справиться со своей кармой, и вмешиваться в этот процесс другим людям не следует. Восточные люди по отношению к таким нуждающимся могут утверждать, что это «их карма», и тоже не помогать им ни при каких страданиях. Как указывают представители тибетского буддизма, подобные действия западных и восточных людей в данной ситуации являются не благими, а скорее противоположными, потому что в данной ситуации «это и является их кармой, чтобы помочь», а не просто наблюдать.

## Гностицизм и христианство
Христианские конфессии и Церкви, имеющие Апостольское преемство, отрицают веру в существование кармы.
Учение о переселении душ и карме исторически принимали такие гностические течения, как альбигойцы (катары), павликиане и богомилы.
Гностические течения, а также современные течения, не принадлежащие к традиционным христианским конфессиям, трактуют некоторые отрывки из Библии как примеры кармического воздаяния. В качестве аргументов ими приводятся толкования эпизодов Нового Завета об Иоанне Предтече и слов Иисуса Христа об Илии.
В учениях традиции эзотерического христианства карма нашла своё отражение как «закон причины и следствия».

## Оккультизм
Алиса Бейли «кармой» называет один из важнейших законов, причины и основания которого скрыты в строении любой материи и во взаимодействии единиц этой материи между собой. Отсюда, помимо самого кармического закона и его принципов, всегда необходимо рассматривать и тот план, ту субстанцию, материю, в которой этот закон действует, те атомные единицы материи, чьё взаимодействие законом регулируется, а также ту «бо́льшую жизнь», в которую эта материя и эти единицы включены и которая так же кармически их обуславливает, но уже на своём, более высоком уровне существования, на более высоком уровне причинно-следственных связей.
Различают карму разных типов и подтипов, в зависимости от уровня существования. Человеческую карму (где субстанция — само человечество) разделяют на: индивидуальную карму, семейную, национальную, расовую, мировую. Так же различают карму царств природы (минеральную, растительную, животную), карму планетарную, солнечную, космическую.
Тема освобождения от кармы — это в реальности лишь эволюционный уход той или иной сущности из-под влияния кармических ограничений субстанции более низкой и переход под влияние более высокой кармической вибрации и плана её существования. Для человека это волевое преодоление кармы его животной, физической природы, отрыв от влияния этой природы и переход под влияние кармы «Божьей Воли». Буквальное «освобождение от кармы» невозможно в принципе, как невозможна в природе пустота.